# Bassirou Diomaye Faye
Bassirou Diomaye Diakhar Faye (* 25. března 1980), známý pod mononymem Diomaye, je senegalský politik a bývalý daňový inspektor, od roku 2024 zastává funkci prezidenta Senegalu. Rovněž je generálním sekretářem strany PASTEF.

## Mládí
Narodil se 25. března 1980 v Ndiaganiao v západním Senegalu. Je příslušníkem etnické skupiny Sererů ze šlechtického rodu Faye. Jeho otec Samba Faye, dlouholetý člen Socialistické strany Senegalu, se nechal slyšet, že jeho syn vyrůstal s levicovými ideály. Jeho dědeček bojoval v první světové válce za Francii jako senegalský střelec. Později byl uvězněn po sporu s francouzskými koloniálními úřady kvůli jeho snaze o založení okresní střední školy v Ndianganao, kterou Faye později navštěvoval.

## Kariéra
Základní školu navštěvoval ve své vesnici. Střední a vysokou školu pak absolvoval v M'Bour. V roce 2000 získal maturitu. Úspěšně dosáhl magisterského titulu v oboru práva na dakarské univerzitě Cheikh Anta Diop. Poté složil obě výběrové zkoušky. V roce 2004 se zapsal na Národní školu správy Senegalu (ENA).

### Začátky
Po ukončení studia se stal daňovým inspektorem na oddělení daní a nemovitostí, kde se spřátelil s Ousmanem Sonkem. V roce 2014 společně pracovali v rámci Unie daní a nemovitostí, kterou vytvořil Sonko. Ten již předtím založil politickou stranu PASTEF. Během svého působení v čele unie Faye vedl kampaň za usnadnění vlastnictví domů pro daňové a majetkové agenty. Do strany PASTEF během společné práce vstoupil.

### Politický růst
Ve straně PASTEF rychle stoupal pozicemi. Vypomáhal například při volební kampani Ousmaneho Sonka v roce 2019. V roce 2021 se stal generálním tajemníkem strany, protože byl jeho předchůdce Sonka obviněn z opakovaného znásilnění masérky. Následně neúspěšně kandidoval na post starosty Ndianganao.

### Uvěznění a následné propuštění
Dne 14. dubna 2023 byl zadržen a umístěn do policejní vazby kvůli obvinění z šíření nepravdivých zpráv, pohrdáním soudem a hanobení zřízeného orgánu v návaznosti na jeho příspěvek na sociálních sítích. V tomto příspěvku odsoudil vnímanou nespravedlnost v rámci soudního systému a předvídal verdikt, který by mohl Sonka potenciálně diskvalifikovat v soudním sporu mezi PASTEF a ministrem cestovního ruchu Mame Mbaye Niangem. Jak situace postupovala, byla proti němu vznesena další obvinění z podněcování ke vzpouře a podkopávání bezpečnosti státu, což vedlo k jeho zadržení na dobu neurčitou.
Po pokusu dosavadního prezidenta Mackyho Salla odložit volby, aby se tyto problémy vyřešily, vypukly rozsáhlé protesty a senegalská Ústavní rada odklad zrušila. V reakci na protesty a jejich zrušení Sall prohlásil, že 2. dubna podle plánu opustí svůj úřad, a stanovil datum nových voleb na 24. března. Zároveň vyjádřil ochotu propustit Sonka, Fayeho a všechny jejich příznivce jako akt dobré vůle. Koncem února vláda předložila návrh zákona o amnestii, aby uklidnila sociální a politické nepokoje. Vláda propustila několik stovek politických vězňů a 14. března, několik dní před volbami, byli Sonko a Faye propuštěni z vězení.

### Prezidentská kandidatura
Den poté co byl propuštěn z vězení ohlásil prezidentskou kandidaturu. Během svých projevů nabíral stovky podporovatelů. Podpořil ho i bývalý prezident Abdoulaye Wade.
Sliboval nové pracovní příležitosti, boj s korupcí a cenovou dostupnost energií.
Zvítězil v prvním kole s 54% hlasů. Stalo se tak poprvé od roku 1960.

### Prezidentství
Svého dlouhodobého přítele Sonka jmenoval premiérem země.

## Osobní život
Žije v polygamním manželství a má dvě manželky. Jmenují se Marie Khone Faye a Absa Faye. S Marií se oženil v roce 2009 a má s ní čtyři děti. Absu si vzal v roce 2023. Jednoho ze svých synů pojmenoval po Ousmane Sonkovi, na počest jejich blízkého přátelství. Má také sestru.